# Dési református egyházmegye
A dési református egyházmegye a romániai református egyház erdélyi református egyházkerület egyházmegyéje. 42 anyaegyházközséget foglal magába, amelyből 9 minősített egyházközség. Az egyházmegye esperese Nt. Bányai Csaba.

## Vezetőség
- Esperes: Nt. Bányai Csaba
- Főjegyző: Fekete János
- Főgondnok: Székely Vilmos
- Gondnok: Budai Balázs

## Minősített egyházközségei[2]
- Bálványosváralja
- Beszterce
- Bethlen
- Dés
- Felőr
- Magyardécse
- Magyarnemegye
- Szamosújvár
- Szék